# Heather Mitchell

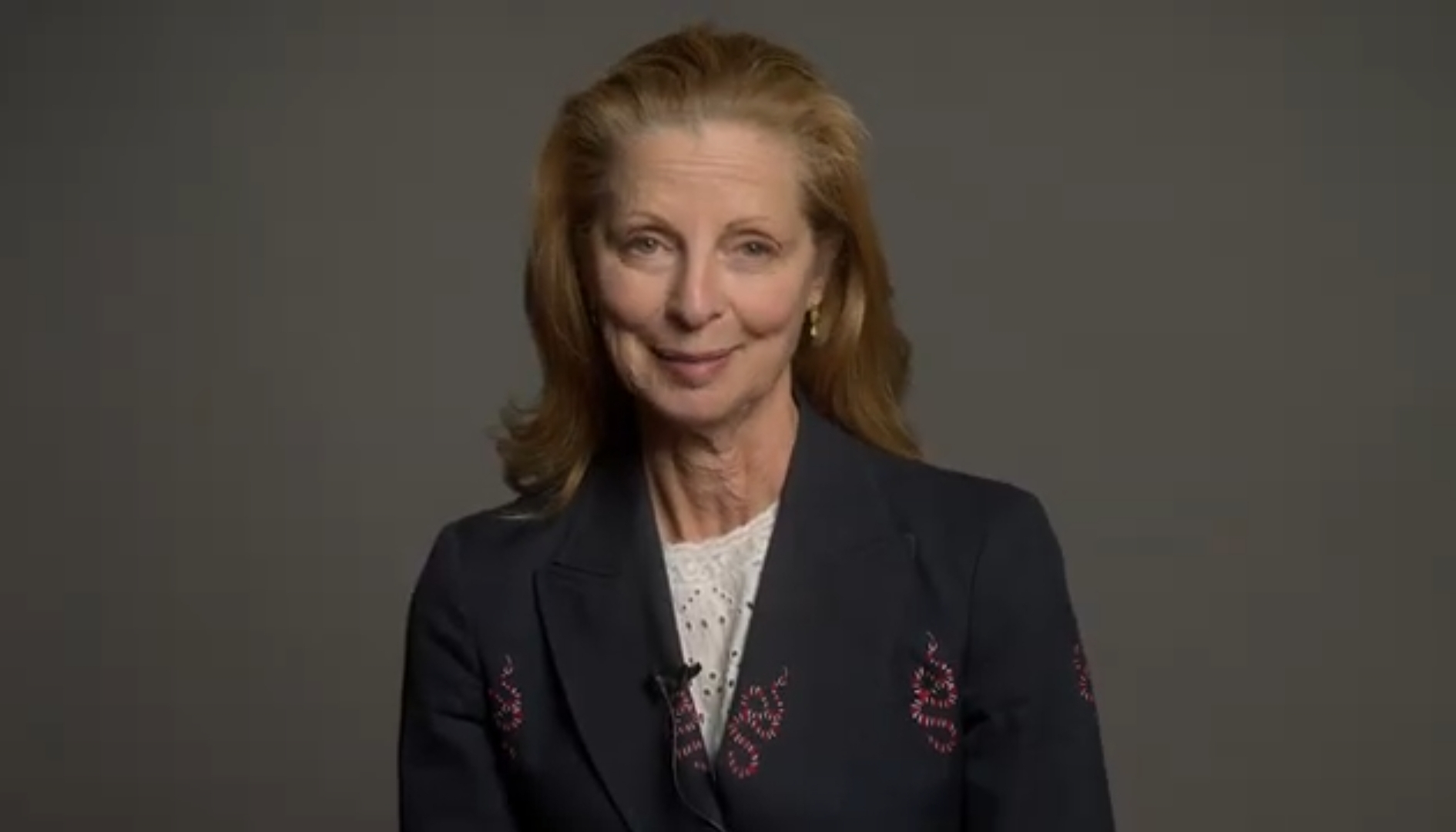
Heather Mitchell (2023)

Heather Lee Mitchell AM (* 1958) ist eine australische Schauspielerin.

## Leben
Mitchell besuchte die Camden High School in Camden, New South Wales und machte dort 1976 ihren Abschluss. Weiterhin studierte sie am National Institute of Dramatic Art.
Sie wurde durch die australisch-polnischen Fantasy-Serien Spellbinder – Gefangen in der Vergangenheit und Spellbinder 2 – Im Land des Drachenkaisers in der Rolle Ashka bekannt. 

## Filmografie
- 1984: Bodyline (Fernsehminiserie)
- 1985: Das Herz auf dem Ärmel (I Can’t Get Started)
- 1986: Land of Hope (Fernsehserie)
- 1986: Malcolm
- 1987: The Place at the Coast
- 1988: The Everlasting Secret Family
- 1991: Proof – Der Beweis
- 1993: Seven Deadly Sins (Fernsehminiserie)
- 1994: Muriels Hochzeit (Muriel's Wedding)
- 1994: Cody – Schmutzige Geschäfte (Cody: A Family Affair, Fernsehfilm)
- 1994: Cody – Die Abrechnung (Cody: The Tipoff, Fernsehfilm)
- 1994: Cody – Blind vor Liebe (Cody: Bad Love, Fernsehfilm)
- 1995: Bathing Boxes (Kurzfilm)
- 1995–1997: Spellbinder – Gefangen in der Vergangenheit (Fernsehserie)
- 1996: Mercury (Fernsehserie)
- 1996: Children of the Revolution
- 1997: Spellbinder – Im Land des Drachenkaisers (Spellbinder: Land of the Dragon Lord, Fernsehserie)
- 1997: Heiraten ist Glückssache (Thank God He Met Lizzie)
- 1998: Zum Teufel mit der Seele (A Little Bit of Soul)
- 1998: Cody – Ecstasy (Cody: The Wrong Stuff, Fernsehfilm)
- 2000: USS Charleston – Die letzte Hoffnung der Menschheit (On the Beach, Fernsehfilm)
- 2000: The Love of Lionel’s Life (Fernsehfilm)
- 2001: Das Zugunglück (The Day of the Roses, Fernsehfilm)
- 2002: Black and White
- 2003: Travelling Light
- 2004: Jessica (Fernsehfilm)
- 2004: The Brush-Off (Fernsehfilm)
- 2004: Right Here Right Now
- 2005: Hell Has Harbour Views (Fernsehfilm)
- 2005: Da Kath & Kim Code (Fernsehfilm)
- 2006: Unwiderstehlich (Irresistible)
- 2006: The Society Murders  (Fernsehfilm)
- 2007: Rogue – Im falschen Revier
- 2007: Rain Shadow (Mini-Fernsehserie)
- 2008: Emerald Falls (Fernsehfilm)
- 2008: Three Blind Mice
- 2008: Seize the Day (Kurzfilm)
- 2010: A Love Story (Kurzfilm)
- 2010: The Wedding Party
- 2010: Griff the Invisible
- 2011: Underbelly Files: The Man Who Got Away (Fernsehfilm)
- 2011: The Moment (Kurzfilm)
- 2011: The Eye of the Storm
- 2011: Spirited (Fernsehserie)
- 2011: Crownies (Fernsehserie)
- 2011: Afterglow (Kurzfilm)
- 2012: Census (Kurzfilm)
- 2012: Jack Irish: Bad Debts
- 2012: The Red Valentine (Kurzfilm)
- 2012: Sanctuary (Kurzfilm)
- 2012: Ravage (Kurzfilm)
- 2013: Der große Gatsby (The Great Gatsby)
- 2013: The Fragments (Kurzfilm)
- 2019: Upright
- 2019: Palm Beach
- 2021: Daddy’s Perfect Little Girl (Fernsehfilm)
- 2022: Bosch & Rockit
- 2022: Blaze

### Gastauftritte
- 1981: Ratbags (Fernsehserie, Episode 1x01)
- 1982, 1993: A Country Practice (Fernsehserie, 4 Episoden)
- 1989: G.P. (Fernsehserie, Episoden 1x06 und 1x10)
- 1991: Boys from the Bush (Fernsehserie, Episode 1x03)
- 1992: Embassy (Fernsehserie, Episode 3x02)
- 1994: The Ferals (Fernsehserie, Episode 1x06)
- 1995: G.P (Fernsehserie, Episode 7x31)
- 2003: Snobs (Fernsehserie, Episode 1x20)
- 2008: Blue Water High (Fernsehserie, Episode 3x11)
- 2009: Rogue Nation (Fernsehserie, Episode 1x01)
- 2009: Chandon Pictures (Fernsehserie, Episode 2x08)
- 2009: All Saints (Fernsehserie, Episode 12x37)
- 2010: Satisfaction (Fernsehserie, Episode 3x05)
- 2010: The Pacific (Mini-Fernsehserie, Episode 1x10)
- 2010: Rake (Fernsehserie, Episode 1x05)
- 2011: Killing Time (Fernsehserie, Episoden 1x01–1x02)
- 2012: Dance Academy – Tanz deinen Traum! (Dance Academy, Fernsehserie, Episode 2x21)
- 2013: Power Games: The Packer-Murdoch Story (Fernsehminiserie, Episoden 1x01–1x02)
- 2013: Miss Fisher’s Murder Mysteries (Fernsehserie, Episode 2x05)